# ハンター・カーソン
ハンター・カーソン（Hunter Carson, 1975年12月26日 - ）は、アメリカ合衆国出身の俳優である。

## 出演作品

### 映画
- スペースインベーダー（デヴィッド・ガードナー）
- フェアリー・テール・シアター/リップ・ヴァン・ウィンクル
- パリ、テキサス（ハンター・ヘンダースン）